# 李德妃
榮恪德妃，亦稱作李德妃（？—1632年），名失考，正五品錦衣衛帶俸正千戶李柰之女，明朝明穆宗隆慶帝朱載坖之妃。

## 生平
李氏的出生及入宮時間均待考。隆慶四年（1570年）二月二十六日，隆慶帝派遣公朱希忠、侯吳繼爵、駙馬都尉許從誠、伯杜繼宗、李銘、陳景行持節，大學士李春芳、高拱、陳以勤、張居正、趙貞吉、尚書殷士儋捧冊，封魏氏為英妃，秦氏為秦氏，李氏為德妃，劉氏為莊妃，董氏為端妃，馬氏為惠妃。同年二月二十九日，隆慶帝諭兵部：「新封六妃父魏㫤、秦奉、李柰、劉賢、董雄、馬龯，俱授錦衣衞正千戶」。隆慶六年正月二十六日，隆慶帝批准皇親錦衣衛帶俸正千戶李柰等人的請求，各給其莊田三十頃，同年五月二十六日，隆慶帝駕崩。崇禎五年（1632年）三月十一日，李德妃薨逝，崇禎帝下令其喪葬事宜依照穆廟康靖容妃之例辦理。其後，賜謚號曰榮恪，稱為榮恪德妃，葬於金山皇族園寢。

## 德妃冊文
《明穆宗莊皇帝實錄》隆慶四年二月甲子條所收錄的德妃冊文，節錄如下：
```
「天極麗四星之象，共翊乾行；皇宮備六寢之規，協宣坤教。爰秩後庭之位號，用修昭代之彝章。咨爾李氏，賦性柔嘉，禔身淑慎，妙選蚤符於法相，令儀動應於箴圖，宜渙明恩，特升峻列。茲特遣使持節，封爾為德妃。於戲！榮參褕翟，既丕荷乎宸慈；動肅佩珩，尚勉修於嬪則。祗服綸音之寵，永流彤史之光。」
```